# Lärarfortbildning
Lärarfortbildning AB arbetar sedan 1990 med utbildning av lärare, arbetslag, skolor och hela kommuner. Man erbjuder fortbildning i form av uppdragsfortbildning, öppna kurser, konferenser, handledning och föreläsningar för dem som är verksamma inom förskola, grundskola eller gymnasieskola.
Lärarfortbildning erbjuder kompetensutveckling och vill bidra till skolans utveckling med aktuella kunskaper. Företagets verksamhet vill stödja och utmana i utvecklingsprocesser för att få människor att växa och reflektera i sin yrkesroll. Man vill därmed ge lärandet nya perspektiv.
De fortbildare som engageras i verksamheten har alla en bakgrund i skolan/förskolan och är erfarna utbildare med skolan som specialitet.
Lärarfortbildning AB är ett helägt dotterbolag till Lärarförbundet